# صلیب و آسیاب
صلیب و آسیاب (لهستانی: Młyn i krzyż) یک فیلم درام لهستانی به کارگردانی لخ مایفسکی است که در سال ۲۰۱۱ منتشر شد. فیلم‌نامهٔ این فیلم از یکی از تابلوهای پیتر بروگل مهتر به نام «حرکت جمعی به سوی کالواری» (۱۵۶۴) و بر پایهٔ کتابی از مایکل فرانسیس گیبسون به نام «صلیب و آسیاب» نگاشته شده‌است. این فیلم نخستین بار در جشنواره فیلم ساندنس در سال ۲۰۱۱ به‌نمایش درآمد.

## بازیگران
- روتخر هاور در نقش پیتر بروگل مهتر
- شارلوت رمپلینگ در نقش ماری
- مایکل یورک در نقش نیکلا یونهلنیک
- یوآنا لیت‌وین در نقش همسر پیتر
- ماریان ماکولا در نقش میلر